# Prima școală românească din Câmpia Turzii

Prima Şcoală Românească din Câmpia Turzii

Prima școală românească din Câmpia Turzii, situată pe strada Avram Iancu nr. 8 (din anul 2016 Muzeul orașului), este înscrisă pe Lista monumentelor istorice din județul Cluj, elaborată de Ministerul Culturii din România în anul 2015.

## Istoric
La 20 ianuarie 1879 obștea enoriașilor bisericii greco-catolice din Ghiriș-Arieș a luat hotărârea să edifice în mijlocul satului o școală «din piatră», pe cheltuiala proprie, așa cum rezultă din adresa scrisă la 7 februarie 1879 de Ion Hațegan, administrator protopopesc, trimisă Inspectoratului Regesc de Școli din Turda. Prin contribuția populației românești a fost cumpărat terenul și prin clacă s-a construit clădirea Școlii Române, dată în folosință la 20 septembrie 1879 (stil nou), așa cum consemnează inscripția de pe placa de piatră așezată atunci pe frontispiciu..
După desființarea Bisericii Române Unite în anul 1948 imobilul a servit drept dispensar TBC al Policlinicii Orășenești.

## Placa memorială
Placa memorială de pe frontispiciul școlii (foto), are următorul text:
| ȘCOL'A ROMANA GR. CAT. 1879 SEPT. 20 STN VENIȚI FIILORU, ASCULTAȚI ME ! FRICA D-LUI VE VOIU INVE- TIA PS.XXX.11. | (Școala Română Greco-Catolică, 1879 Sept. 20 Stil Nou Veniți, fiilor, ascultați-mă! Frica Domnului vă voiu învăța. Psalm 30, vers 11 ) |

## Galerie de imagini

Prima Şcoală Românească din Câmpia Turzii
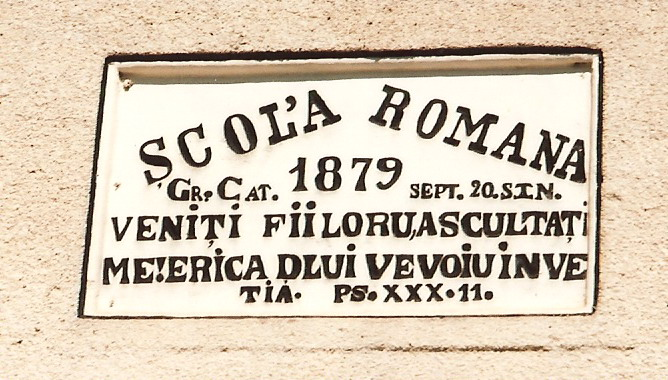
Prima Şcoală Românească din Câmpia Turzii (placa originală de pe frontispiciu)